# Flaszowiec siatkowaty
Flaszowiec siatkowaty (Annona reticulata) – gatunek rośliny z rodziny flaszowcowatych. Występuje na terenie Antyli, w Meksyku oraz w Azji.

## Morfologia
Krzew lub niskie drzewo dorastające do 7 m wysokości. Posiada liście lancetowate i kwiaty zebrane po 2–10 sztuk w kątach liści. Korona w kolorze zielonkawożółtawej, od strony zewnętrznej lekko omszona. Owoc w kształcie kulistym lub jajowatym do 12 cm średnicy, dość mięsisty.

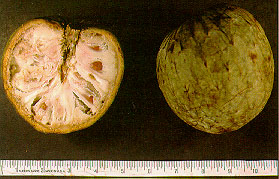
Owoc

### Zastosowanie
Owoc soczysty, jadalny na surowo pod nazwą "jabłko z Jamajki".